# Asianopis fasciata
Espèce
Synonymes
- Dinopis fasciatus L. Koch, 1879
- Deinopis fasciata L. Koch, 1879

Asianopis fasciata est une espèce d'araignées aranéomorphes de la famille des Deinopidae.

## Distribution
Cette espèce est endémique du Queensland en Australie.

## Description
La carapace de la femelle syntype mesure 4 mm et l'abdomen 18 mm.

## Systématique et taxinomie
Cette espèce a été décrite sous le protonyme Deinopis fasciata par L. Koch en 1879. Elle est placée dans le genre Asianopis par Chamberland, Agnarsson, Quayle, Ruddy, Starrett et Bond en 2022.

## Publication originale
- L. Koch, 1879 : Die Arachniden Australiens. Nürnberg, vol. 1, p. 1045-1156 (texte intégral).